# 戸田達史
戸田 達史（とだ たつし、1960年8月14日 - ）は、日本の医学者。東京大学医学部教授。岐阜県岐阜市出身。
福山型先天性筋ジストロフィーの原因遺伝子がフクチンを作る仕組みを解明し根本的な治療に対する道筋を示す等の遺伝学分野における傑出した業績によって知られる。

## 略歴
- 1979年（昭和54年）3月　岐阜県立岐阜高等学校卒業
- 1985年（昭和60年）3月　東京大学医学部医学科卒業、東大病院内科研修医
- 1985年（昭和60年）6月8日　医師免許証（医籍第294280号）
- 1986年（昭和61年）6月　公立昭和病院内科レジデント
- 1987年（昭和62年）6月　東京大学医学部脳研神経内科・医員
- 1987年（昭和62年）10月　国立国際医療センター神経内科レジデント
- 1988年（昭和63年）12月　国立療養所下志津神経内科医師
- 1989年（平成元年）12月　東京大学医学部脳研神経内科・医員
- 1993年（平成5年）3月　東京大学より博士（医学）の学位を取得
- 1994年（平成6年）1月　東京大学大学院医学系研究科人類遺伝学・助手
- 1996年（平成8年）8月　東京大学医科学研究所ヒトゲノム解析センター・助教授
- 2000年（平成12年）5月　大阪大学大学院医学系研究科臨床遺伝学・教授
- 2008年（平成20年）12月　神戸大学大学院医学研究科神経内科学／分子脳科学・教授
- 2017年（平成29年）8月　東京大学大学院医学系研究科神経内科学専攻・教授

## 受賞歴
- 1999年（平成11年）11月　第32回日本人類遺伝学会・学会賞
- 2001年（平成13年）10月　第2回長寿科学振興財団・財団会長賞
- 2002年（平成14年）5月　第1回日本神経学会・学会賞
- 2008年（平成20年）1月　朝日賞[3]
- 2009年（平成21年）4月　文部科学大臣表彰
- 2017年（平成29年）3月　日本学士院賞
- 2024年（令和6年）　ベルツ賞1等賞